# Nordiska institutet för samhällsplanering
Nordiska institutet för samhällsplanering (Nordplan), Stockholm, var en svensk statlig myndighet, vilken tillkom den 1 juli 1968 och hade  till uppgift att anordna vidareutbildning för yrkesverksamma inom samhällsplanering i de nordiska länderna samt bedriva forskarutbildning och forskning inom samma område.
Enligt överenskommelse mellan Danmark, Finland, Norge och Sverige 1969 angående institutets inrättande och finansiering skulle kostnaderna för verksamheten fördelas mellan de fyra länderna och från 1974 finansierades institutet över Nordiska ministerrådets kulturbudget. År 1981 upphörde Nordplan som svensk statlig myndighet och blev en nordisk institution. Den 1 januari 1981 erhöll institutet egen examinationsrätt och under de 24 år forskarutbildningen bedrevs disputerade 33 av 79 antagna varav 20 disputerade på institutet Nordplan. 
Institutet lades ned under slutet av 1990-talet.